# チェコの国章
本稿はチェコの国章（チェコのこくしょう）について述べる。

## 国章上の象徴
国を構成している3つの歴史的な地域を表現している。
1. 背景が赤色の、2つの尾の銀色のライオンの紋章はボヘミアの紋章であり、国章の左上と右下に位置している。
2. 背景が青色の、赤と銀のチェック柄のワシの紋章はモラヴィアの紋章であり、国章の右上に位置している。
3. 背景が金色の、clover stalk（kleestängel）という飾りを胸につけた黒いワシの紋章はシレジアの紋章であり、国章の左下に位置している。
4. チェコ共和国大統領府の旗には「真実は勝つ」（ヤン・フス）というチェコ共和国のモットーとボヘミア王冠領の紋章に使用された菩提樹の枝がサポーターとして付け加えられる。

この紋章は、サッカーチェコ代表及びアイスホッケーチェコ代表のバッジにも使われている。

チェコ共和国現在の大統領府の旗。国章に「真実は勝つ（Pravda vítězí）」のモットーがあしらわれている。

## チェコスロバキア時代の国章

チェコスロバキアの大紋章(1918年-1961年)
チェコスロバキアの中紋章(1918年-1961年)
チェコスロバキアの小紋章(1918年-1961年)
共産党政権時代のチェコスロバキアの国章（1961年-1989年）
共産党政権終焉後のチェコスロバキアの国章（1989年-1992年）
チェコスロバキアのチェコ共和国の国章（1990年-1992年）

## その他

ベーメン・メーレン保護領の大紋章
ベーメン・メーレン保護領の小紋章
ズデーテンラント帝国大管区の紋章